# 아스카키요미하라령
아스카키요미하라령(일본어: 飛鳥浄御原令)은 일본 아스카 시대 후기에 제정된 체계적인 법전을 말한다. 총 22권으로 이루어져 있으며, 율령 중〈령(令)〉만이 제정되고 시행되었다. 일본사 상에서 최초의 체계적인 율령법이라고 일컬어 지지만, 현존하지 않으며 자세한 내용은 불분명한 부분이 많다.

## 같이 보기
- 일본의 율령제
- 일본의 관제